# Contea di Yijun
La contea di Yijun (宜君县S, Yíjūn XiànP) è una contea della Cina, situata nella provincia dello Shaanxi e amministrata dalla prefettura di Tongchuan.